# Jarmo Kärnä
Jarmo Kärnä (ur. 4 sierpnia 1958 w Valtimo) – fiński lekkoatleta, skoczek w dal.
W 1992 w Genui zdobył brązowy Halowych Mistrzostw Europy. Ośmiokrotnie był mistrzem Finlandii na otwartym stadionie (1982, 1983, 1984, 1985, 1987, 1988, 1990, 1991) i dziewięciokrotnie w hali (1982, 1983, 1984, 1985, 1986, 1987, 1988, 1990, 1992).
W swoim jedynym olimpijskim starcie (Seul 1988) z rezultatem 7,82 m (w eliminacjach 7,90) zajął 10. miejsce w finałowym konkursie skoku w dal.
Swój rekord życiowy (8,16 m) ustanowił 4 czerwca 1989 w Rydze. Kärnä wyrównał tym rezultatem rekord Finlandii Rainera Steniusa z 1966. Wynik ten poprawił w 2005 Tommi Evilä.
12 lutego 1989 Kärnä ustanowił w Solnie halowy rekord kraju – 8,08 m, który przetrwał do 2013.